# Robert Lapoujade
Robert Lapoujade (Montauban, 3 gennaio 1921 – Bellot, 17 maggio 1993) è stato un regista, pittore e scrittore francese.

## Biografia
Ha vinto per il film Il Socrate il Leone d'argento - Gran premio della giuria alla 29ª Mostra internazionale d'arte cinematografica di Venezia.

## Filmografia parziale
- Prison - cortometraggio (1962)
- Trois portraits d'un oiseau qui n'existe pas  - cortometraggio (1964)
- L'ombre de la pomme  - cortometraggio (1967)
- Il Socrate (Le Socrate) (1968)
- Le sourire vertical (1973)
- Un comédien sans paradoxe  - cortometraggio (1974)